# Георги Драгоев (журналист)
 Тази статия е за журналиста.  За политика вижте Георги Драгоев.  
Георги Драгоев е български спортен журналист.

## Биография
Роден е на 30 юни 1974 г. в Русе. Завършва Математическата гимназия в Русе, а след това и българска филология в СУ „Климент Охридски“ в София.
От 1993 г. работи във вестник „Континент“ като стажант. През 1994 г. постъпва във „Меридиан мач“ точно преди световното първенство по футбол, и работи до 2002 година с прекъсвания. От 2003 г. работи в „Диема“, сега като част от Нова Телевизия.
Печели награда за най-добър спортен журналист за 2015 г.